# كاتدرائية القديس جاورجيوس (عمان)
كاتدرائية القديس جاورجيوس أو أيضاً كاتدرائية القديس جاورجيوس اليونانية الملكية هي كاتدرائية الروم الملكيين الكاثوليك، تقع على شارع المنصور بمدينة عمان، عاصمة مملكة الأردن.
وهي بمثابة المقر الرئيسي لأبرشية الروم الملكيين الكاثوليك في البتراء وفيلادلفيا في عمان (أرشيبارشيا بيترينسيس وفيلادلفينسيس) التي أُنشِئَت في 2 مايو 1932.
زار البابا بنديكتوس السادس عشر المملكة الأردنية في 9 مايو 2009. زار بطريرك أنطاكية وسائر المشرق يوحنا العاشر يازجي في 26 مايو 2022.